# Philip Ridley
Philip Ridley (Londra, 29 dicembre 1964) è un pittore, scrittore, sceneggiatore, autore teatrale e cineasta britannico e si autodefinisce "uomo del Rinascimento per l'era multimediale".

## Biografia

### Gli anni della formazione
Ridley è nato nel sobborgo orientale di Bethnal Green, dove tuttora vive e lavora.

Artista precoce, crea la sua prima compagnia teatrale a sei anni e scrive il primo libro a sette. Nel frattempo dipinge e tiene la sua prima personale a 14 anni. A 17 si iscrive alla St. Martin's School, dove studia pittura producendo lavori esposti in tutta Europa e in Giappone. La sua prima performance artistica di rilievo internazionale è la sequenza di disegni in carboncino intitolata The Epic of Oracle Foster, dominata da temi oscuri ed inquietanti; uno di questi disegni, The Black Bird, raffigura un uomo che eiaculando produce un uccello nero ed è stato esposto presso l'Istituto di Arte Contemporanea (ICA) di Londra. Ridley diventa un caso e raggiunge una certa popolarità ancora da studente.

### Le opere letterarie
Nel 1989 scrive Gli occhi di Mr. Fury, delicato racconto dalle assonanze gotiche e parabola sulla purezza dell'amore, tradotto in diverse lingue e diventato un piccolo fenomeno di culto, pubblicato in Italia solo nel 1994.
Oltre a Gli occhi di Mr. Fury, Tra le sue opere più note, Crocodilia e Fenicotteri in Orbita, ma anche numerose piece teatrali per adulti (tra i quali Leaves of Glass, rappresentato in prima mondiale al Soho Theatre di Londra nella primavera 2007), più innumerevoli racconti e piece teatrali per ragazzi. I suoi romanzi per ragazzi includono opere come  Dakota dalle bianche dimore (1989), pubblicato in Italia da Salani, Mercedes Gelo, edito da Mondadori, Narciso Forbice, uscito in Italia per i tipi di Edizioni Corsare, Il Cucchiaio Meteorite, Kasper nella città splendente, entrambi pubblicati da Mondadori.

### Le opere teatrali
Ridley ha scritto numerose opere teatrali, tra queste The Pitchfork Disney (1990), The Fastest Clock in the Universe (1992) vincitori di numerosi premi, Ghost from a Perfect Place (1994), Vincent River (2000), il controverso Mercury Fur (2005), Leaves of Glass (2007), Piranha Heights (2008), Tender Napalm (2011), Shivered (2012), Dark Vanilla Jungle (2013), Radiant Vermin (2015), Tonight with Donny Stixx (2015), Karagula (2016), e The Poltergeist (2020).
Oltre al corpus delle opere teatrali più conosciute, Ridley ha scritto numerose opere per ragazzi, raccolte sotto il titolo di The Storyteller Sequence. La raccolta include Karamazoo (2004), Fairytaleheart (1998), Moonfleece (2004), Sparkleshark, e Brokenville (2003).
Si è dedicato anche ai bambini, scrivendo Daffodil Scissors (2004), Krindlekrax (2002) - adattamento teatrale di un suo romanzo con lo stesso titolo e Feathers in the Snow (2012)
Ridley è stato uno dei 25 scrittori contemporanei inglesi a cui è stato chiesto di contribuire con una scena al NT25 Chain Play, per le celebrazioni dei 25 anni del Royal National Theatre di Londra.

### Le opere cinematografiche
Nel 1987 esordisce dietro la macchina da presa, girando i due cortometraggi Visiting Mr. Beak e The Universe of Dermot Finn. Quest'ultimo, interpretato tra gli altri dall'attrice britannica Sheila Hancock fu selezionato per il Festival di Cannes grazie al quale fu distribuito nelle sale cinematografiche britanniche.
 L'anno successivo entra nel vero e proprio circuito della distribuzione cinematografica scrivendo la sceneggiatura di The Krays - I corvi, diretto dall'anglo-ungherese Peter Medak.

Sempre nel 1990 scrive e dirige un altro lungometraggio, Riflessi sulla pelle (titolo originale The Reflecting Skin), che lo fa conoscere a critica e pubblico cinematografico e gli vale undici fra premi e riconoscimenti internazionali, tra i quali il leopardo d'argento al Festival di Locarno.

Nel 1995 è la volta di Sinistre ossessioni (titolo originale The Passion of Darkly Noon), con Brendan Fraser, Ashley Judd e Viggo Mortensen (presente anche in Riflessi sulla pelle). Con Darkly Noon, l'inglese Ridley sviluppa quell'acuta poetica sull'America rurale di metà novecento, povera, sinistra, costellata da bizzarri e a volte inquietanti personaggi, che lo ha caratterizzato, quantomeno come cineasta, già da Riflessi sulla pelle. Nel 2009 Philip Ridley realizza il suo terzo lungometraggio come regista, intitolato Heartless che appare per la prima volta al “Film4 FrightFest” nel Regno Unito, dove il 21 maggio 2010 viene distribuito nei cinema. Heartless esce sul grande schermo anche in Grecia e negli Stati Uniti.

### Fotografia, poesia e musica
La sua poliedricità artistica si esprime infine in una florida, seppur non notissima attività fotografica, attraverso la quale ha esposto a Londra alcuni ritratti degli amici fotografati nell'East End durante gli anni. e nel componimento di poesie. Ha inoltre co-scritto, con Nick Bicat, due canzoni presenti nella colonna sonora di Darkly Noon (Who Will Love Me Now, cantata da PJ Harvey, e Look What You've Done to my Skin, cantata da Gavin Friday).

### Premi e riconoscimenti
Ridley è l'unico artista ad aver ricevuto sia il premio rivelazione per il cinema britannico sia il premio rivelazione per la Drammaturgia, promossi dall'Evening Standard.

## Opere

### Narrativa
- Gli Occhi di Mr. Fury, Mondadori, Milano 1994
- Fenicotteri in orbita, Mondadori, Milano 1995
- KrindleKrax, Mondadori, Milano 1995
- Il cucchiaio di meteorite, Mondadori, Milano, 1995
- Mercedes Gelo, Mondadori, Milano 1996
- The Hooligan's Shampoo, Penguin children, Londra 1996
- Sognasogni Zing, Mondadori Junior 8, Milano 1998
- ZinderZunder, Mondadori, Milano 2000
- Crocodilia, Mondadori, Milano, 2000
- Kasper nella città splendente, Mondadori, Milano 2000
- Magia a Vinegar Street, Mondadori, Milano 2002
- Caccia al feroce Iellagel, Mondadori, Milano 2003
- Il favoloso Scribbolo, Mondadori Scuola, Milano 2007
- Zip e il carrello magico, Mondadori, Milano 2007
- Dakota dalle bianche dimore, Salani, Milano 2008
- Vinegar Street, Puffin, Londra 2006

### Teatro
- Ghost from a Perfect Place , Bloomsbury Methuen Drama, Londra 1994
- Killer Disney (The Pitchfork Disney), contenuto nella raccolta (Nuovo teatro inglese), Ubulibri, 1997
- Sparkleshark, Roma, Adn Kronos libri, 1998
- Brokenville/The Pilgrimage Nelson Thornes , Londra 2001
- Mercury Fur, Bloomsbury Methuen Drama, Londra 2005
- Vincent River, Bloomsbury Methuen Drama, Londra 2007
- Leaves of Glass, Bloomsbury Methuen Drama, Londra 2007
- Narciso Forbice, Edizioni Corsare, Perugia, 2008
- Piranha Heights, Bloomsbury Methuen Drama, Londra 2008
- The Fastest Clock In The Universe , Bloomsbury Methuen Drama, Londra 2009
- Moonfleece,  Bloomsbury Methuen Drama, Londra 2010
- Tender Napalm, Bloomsbury Methuen Drama, Londra 2011
- Shivered, Bloomsbury Methuen Drama, Londra 2012
- Feathers in the snow,  Bloomsbury Methuen Drama, Londra 2013
- Dark Vanilla Jungle and Other Monologues, Bloomsbury Methuen Drama, Londra 2014
- Fairytaleheart in The Storyteller sequence,  Bloomsbury Methuen Drama, Londra 2015
- Karamazoo in The Storyteller sequence,  Bloomsbury Methuen Drama, Londra 2015
- Karagula, Bloomsbury Methuen Drama, Londra 2016
- Tonight with Donny Stixx, Bloomsbury Methuen Drama, Londra 2016
- Radiant Vermin, Bloomsbury Methuen Drama, Londra 2017
- Tarantula, Bloomsbury Methuen Drama, Londra 2019
- The Poltergeist, Bloomsbury Methuen Drama, Londra 2020

### Sceneggiature
- The Krays, Bloomsbury Methuen Drama, Londra 1997

### Fotografia
- 2007 - Recent Portraits
- 2007 - East End

## Filmografia

### Regista
- Riflessi sulla pelle (The Reflecting Skin) (1990)
- Sinistre ossessioni (The Passion of Darkly Noon) (1995)
- Heartless (2009)

### Sceneggiatore
- The Krays - I corvi (The Krays), regia di Peter Medak (1990)
- Riflessi sulla pelle (The Reflecting Skin), regia di Philip RIdley (1990)
- Sinistre ossessioni (The Passion of Darkly Noon), regia di Philip RIdley (1995)
- Heartless, regia di Philip RIdley (2009)